# Goudbandtangare
De goudbandtangare (Iridosornis reinhardti) is een zangvogel uit de familie Thraupidae (tangaren).

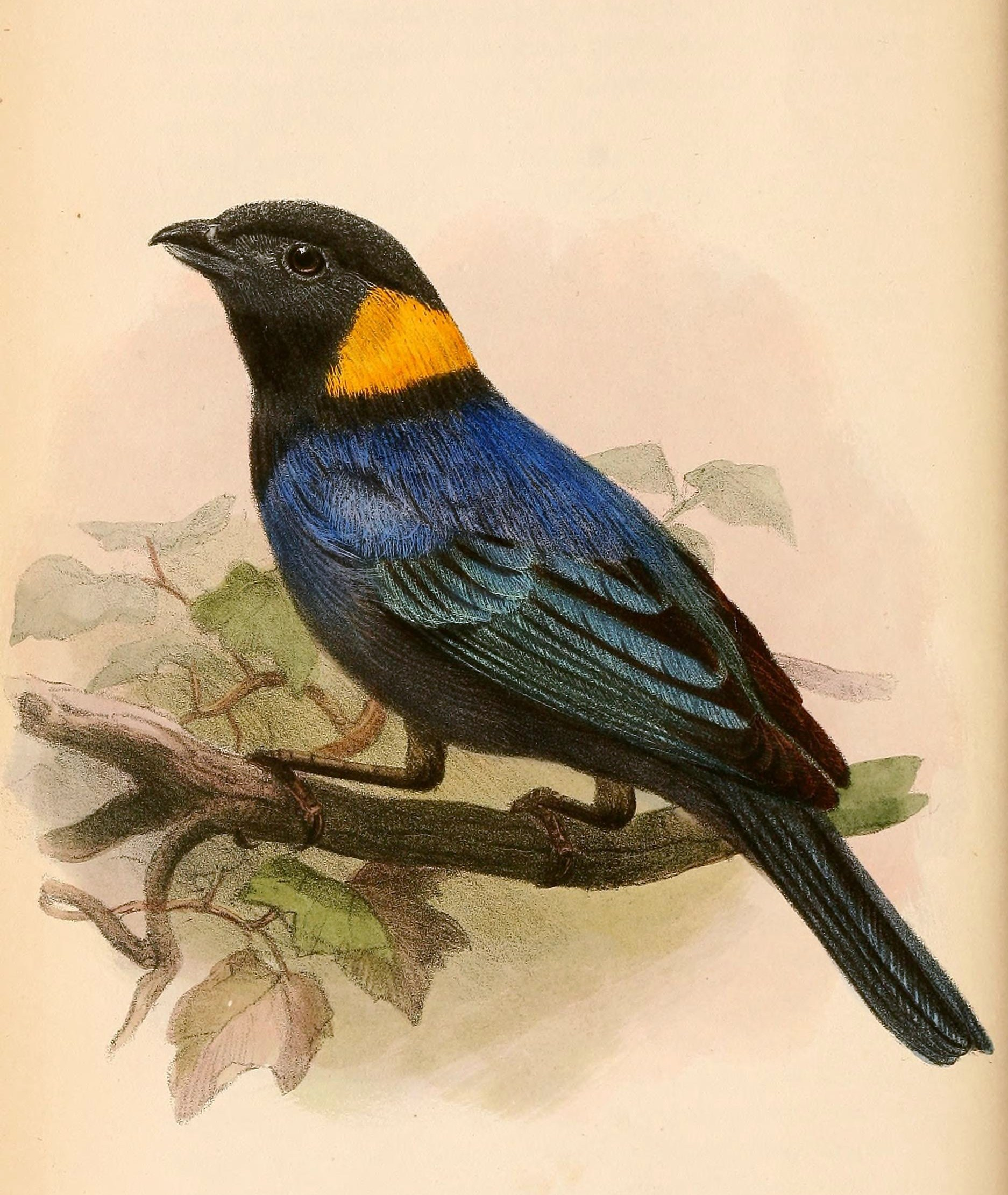

## Verspreiding en leefgebied
Deze soort is endemisch in Peru.